# Scream (Tony Martin)
Scream è il secondo album in studio da solista del cantante inglese Tony Martin (ex Black Sabbath), pubblicato nel 2005.

## Tracce
1. Raising Hell
2. Bitter Sweet
3. Faith in Madness
4. I'm Gonna Live Forever
5. Scream
6. Surely Love is Dead
7. The Kids of Today (Don't Understand The Blues)
8. Wherever You Go
9. Fields of Lies

## Formazione
- Tony Martin - voce, chitarra, basso, violino, batteria
- Joe Harford - chitarra
- Geoff Nicholls - tastiera
- Cozy Powell - batteria (traccia 1)